# Санту-Анжелу
Санту-Анжелу (порт. Santo Ângelo) — муниципалитет в Бразилии, входит в штат Риу-Гранди-ду-Сул. Составная часть мезорегиона Северо-запад штата Риу-Гранди-ду-Сул. Входит в экономико-статистический микрорегион Санту-Анжелу. Население составляет 73 800 человек на 2007 год. Занимает площадь 680,498 км². Плотность населения — 117,7 чел./км².
Праздник города — 22 марта.
Городской собор воссоздаёт изначальный облик собора миссии Сан-Мигел-дас-Мисойнс, расположенной неподалёку.

## История
Город основан 12 августа 1706 года как одна из иезуитских редукций в составе территории Восточных миссий.

## Статистика
- Валовой внутренний продукт на 2004 составляет 620.970.000,00 реалов (данные: Бразильский институт географии и статистики).
- Валовой внутренний продукт на душу населения на 2004 составляет 7.852,00 реалов (данные: Бразильский институт географии и статистики).
- Индекс развития человеческого потенциала на 2000 составляет 0,821 (данные: Программа развития ООН).

## География
Климат местности: субтропический гумидный. В соответствии с классификацией Кёппена, климат относится к категории Cfa.

## Галерея

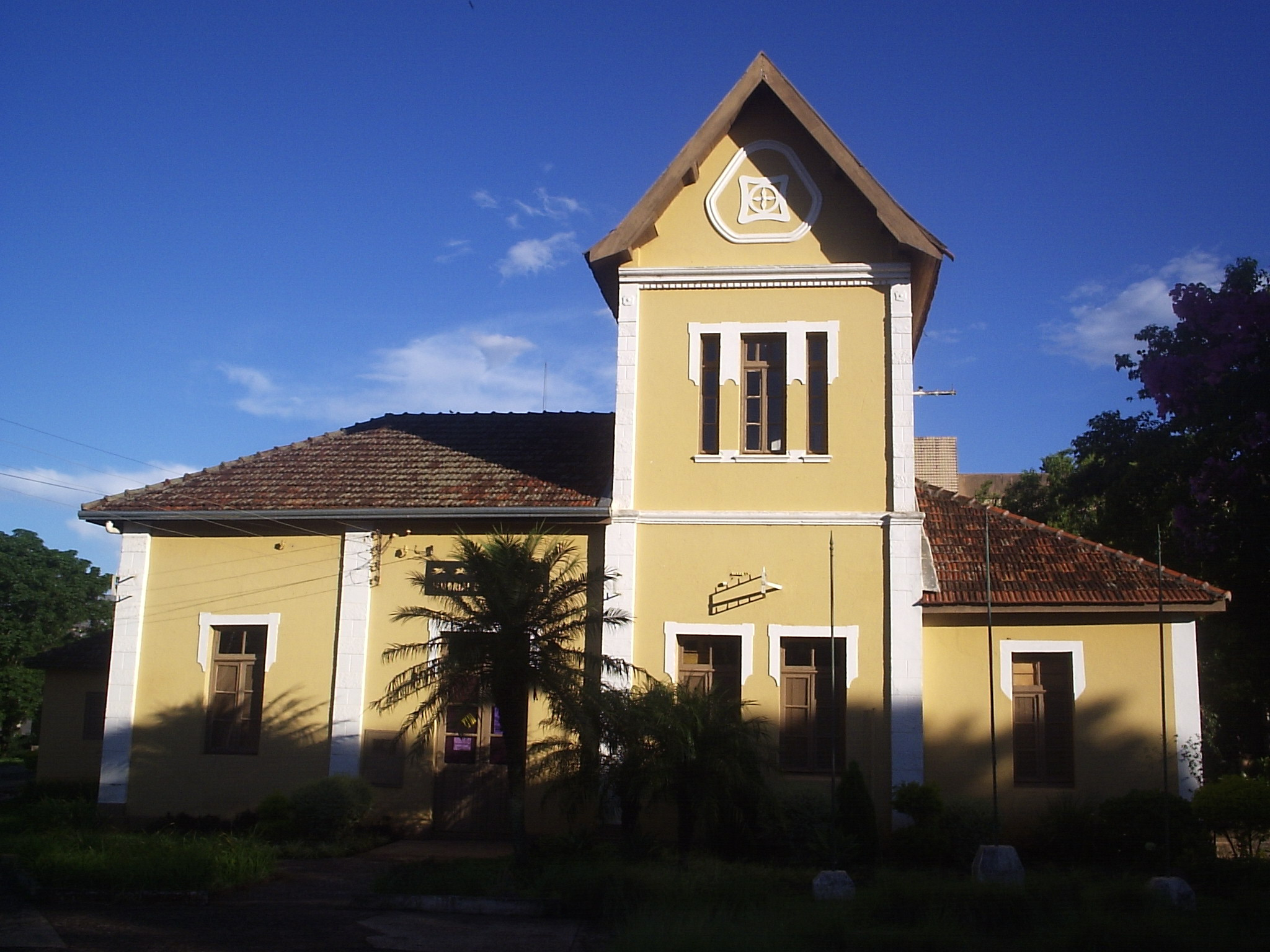
Вокзал
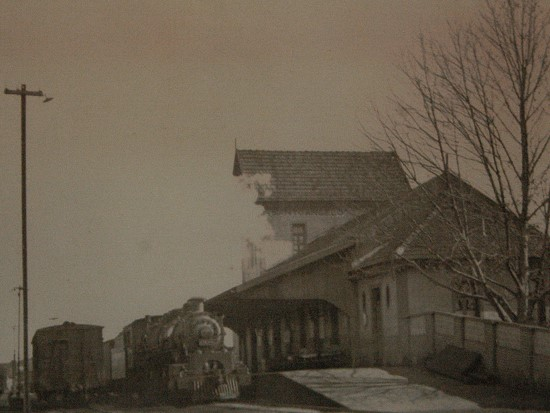
Вокзал
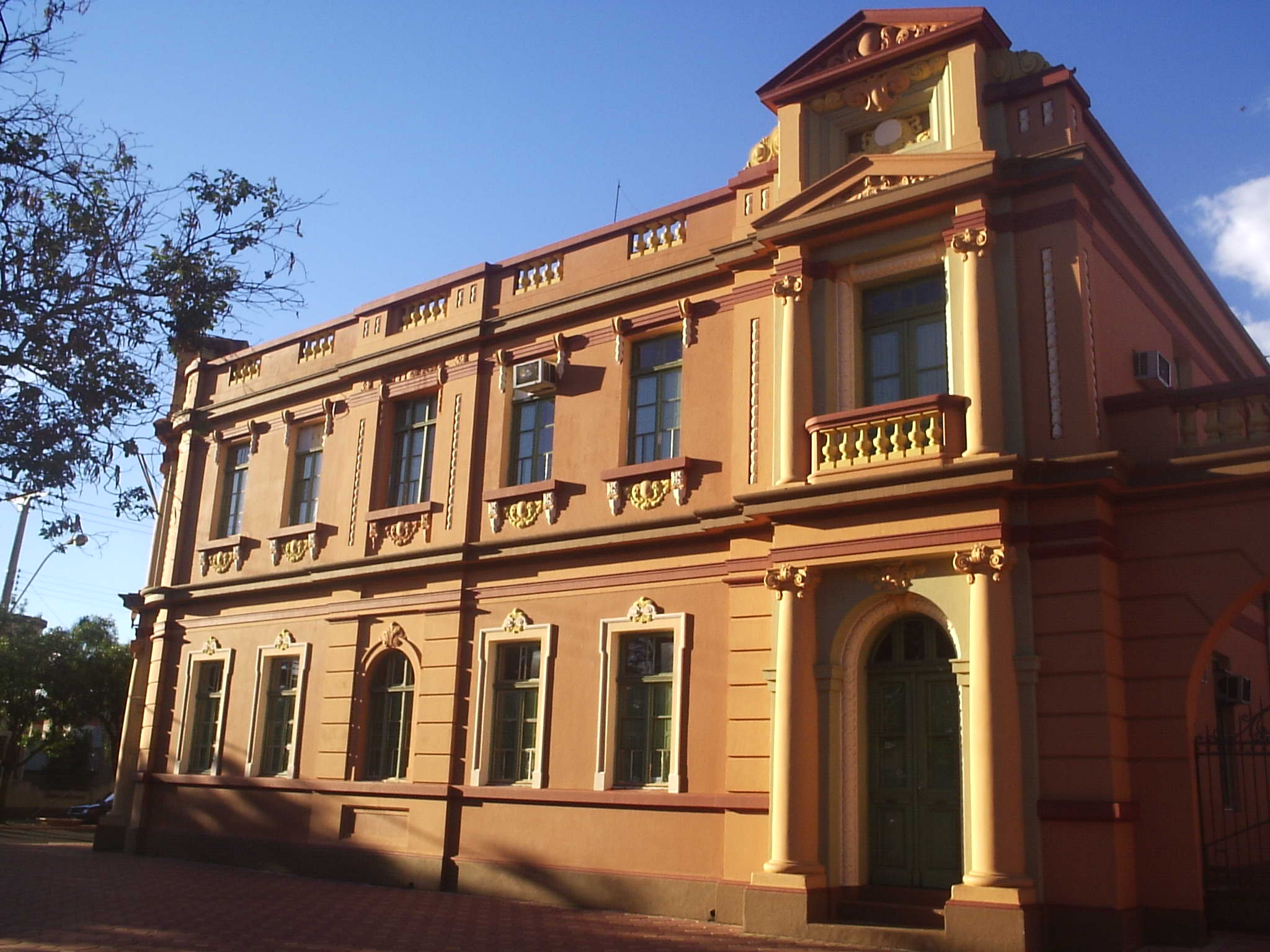
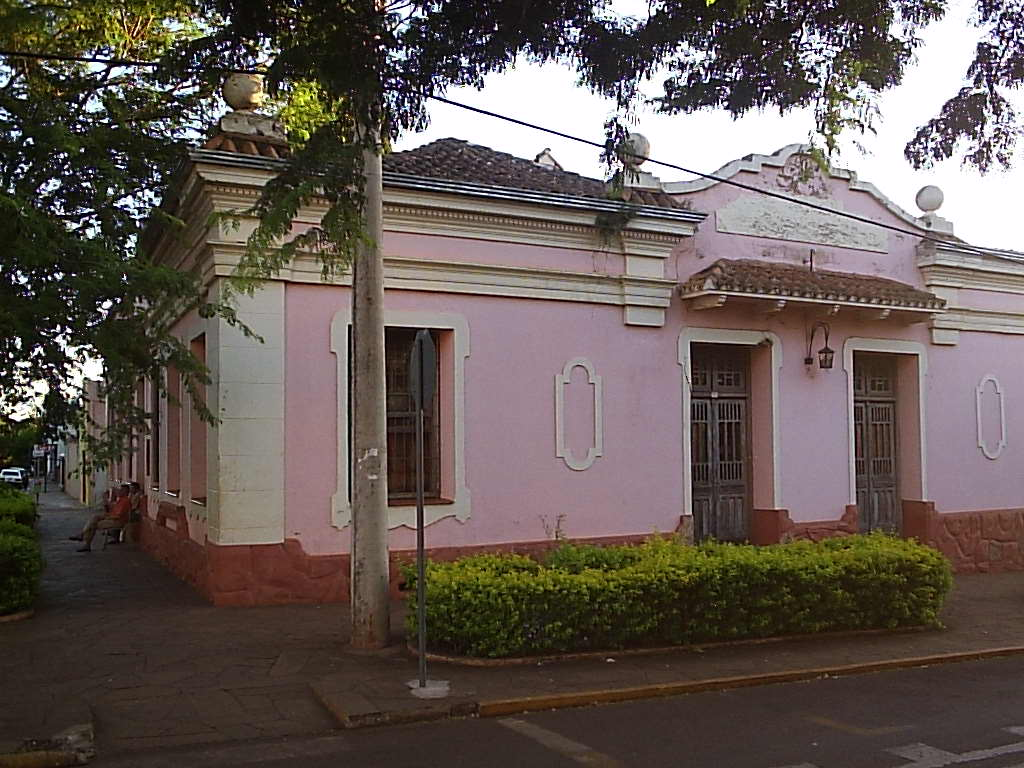
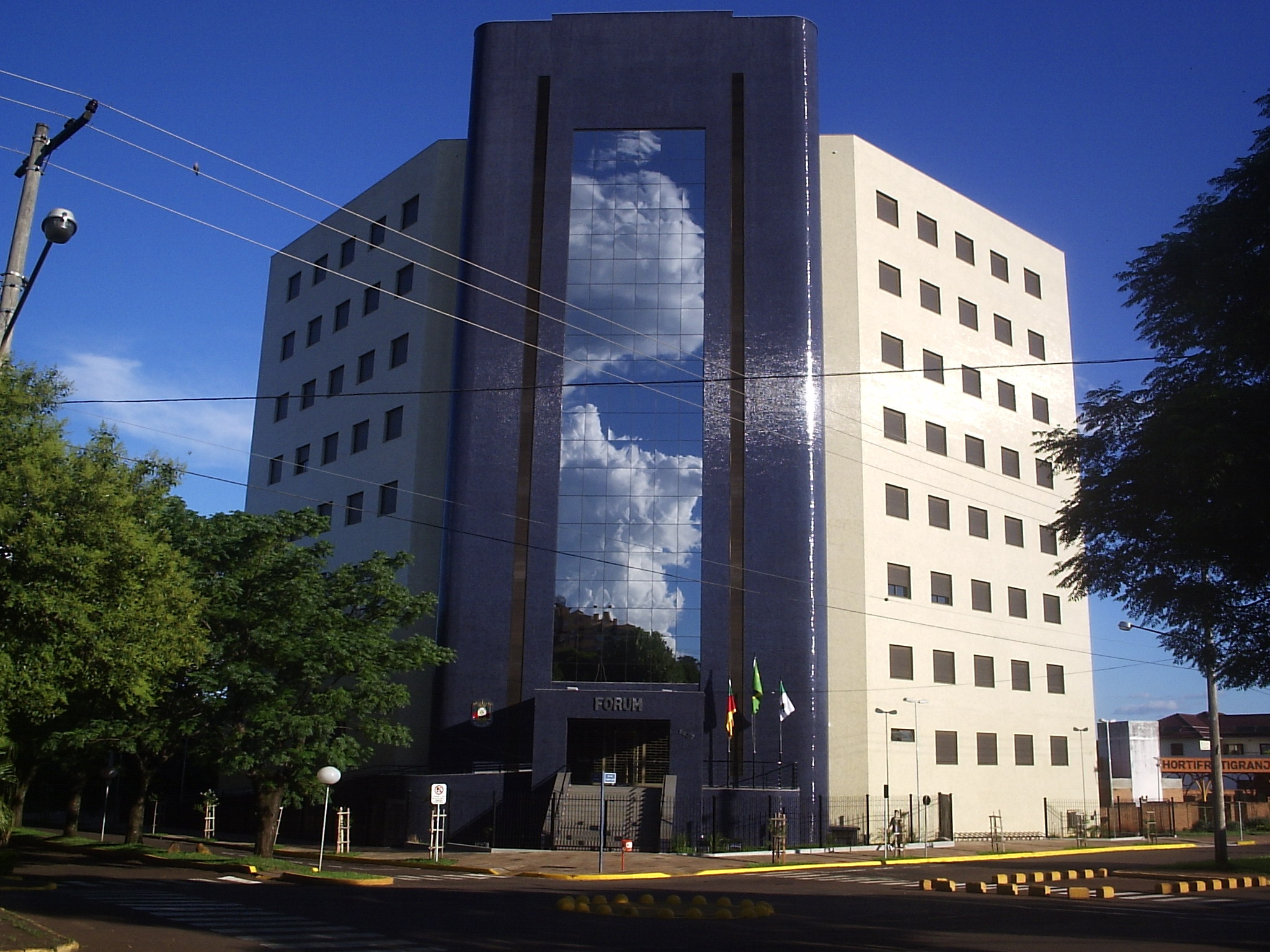
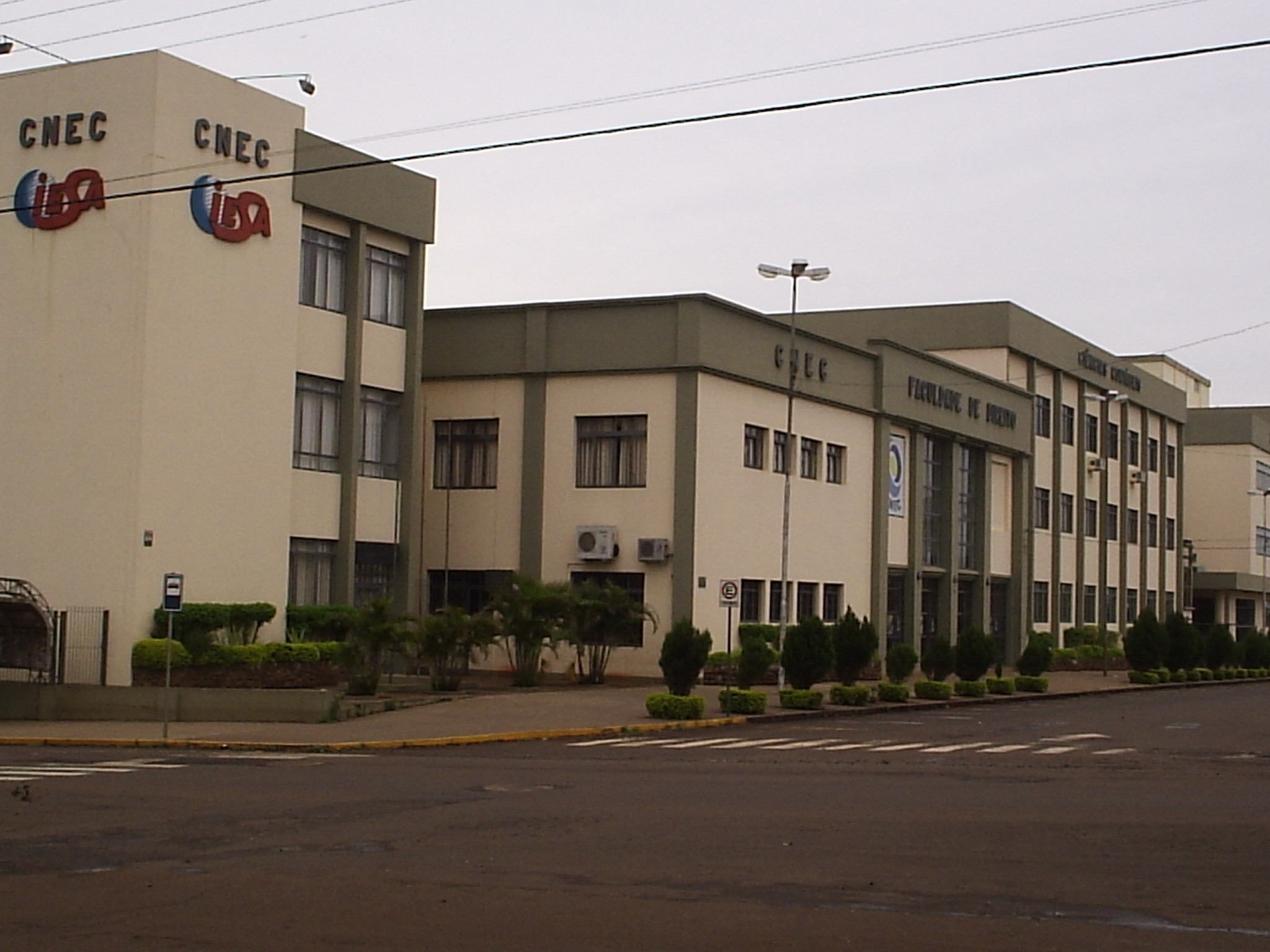
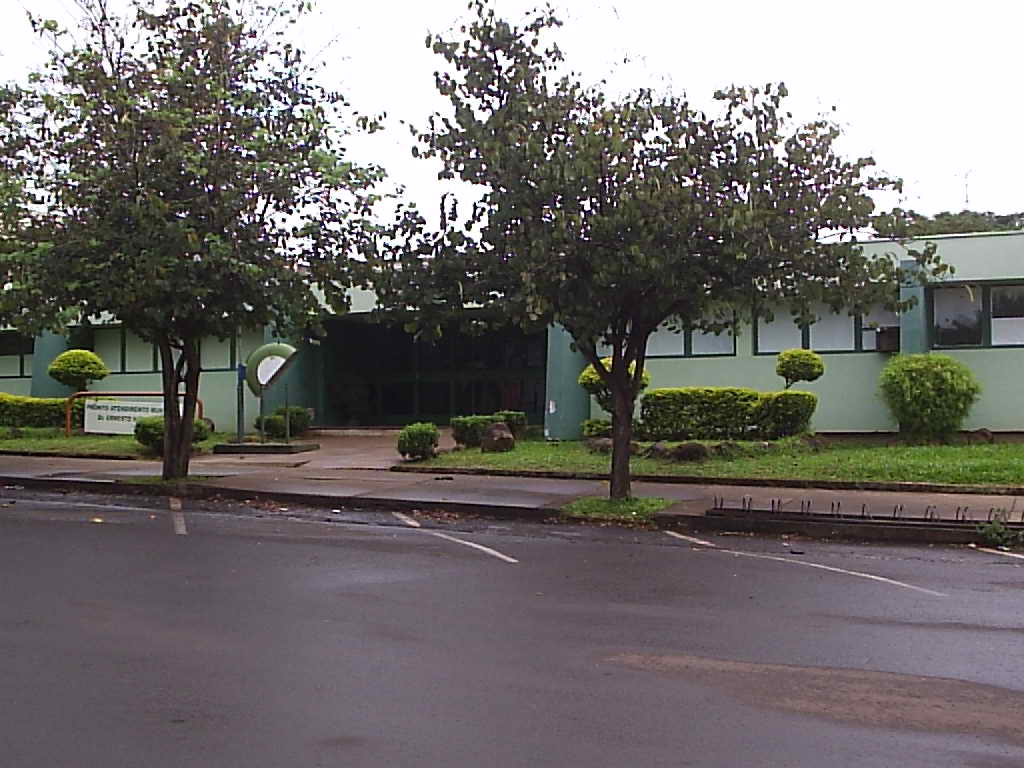
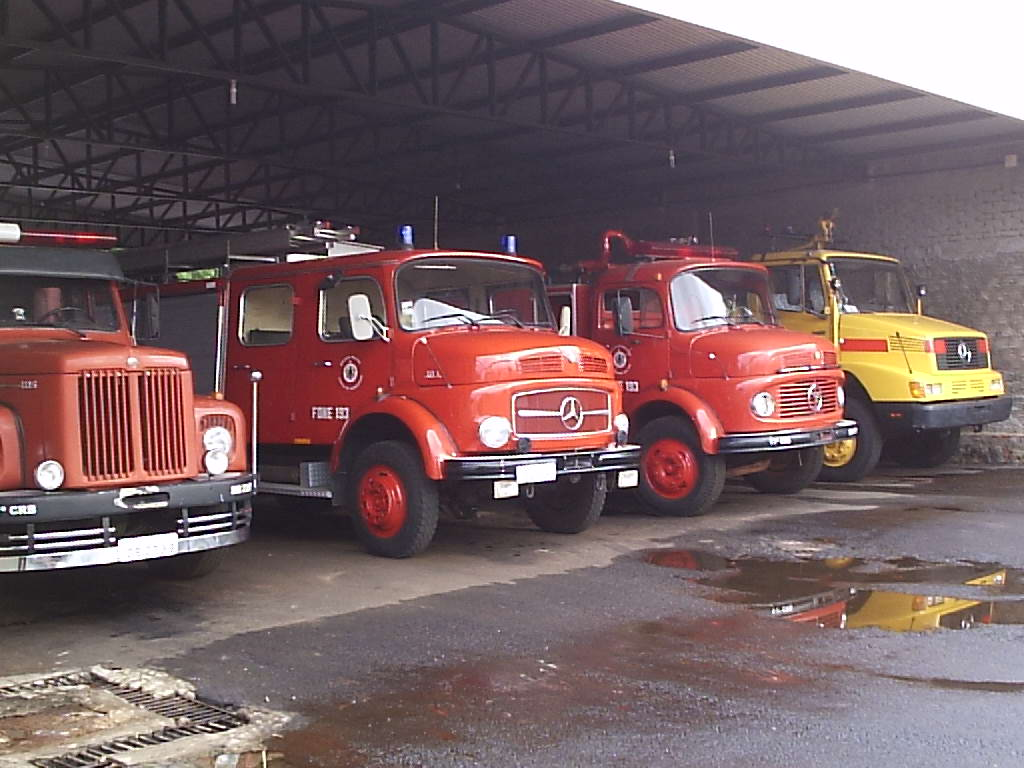
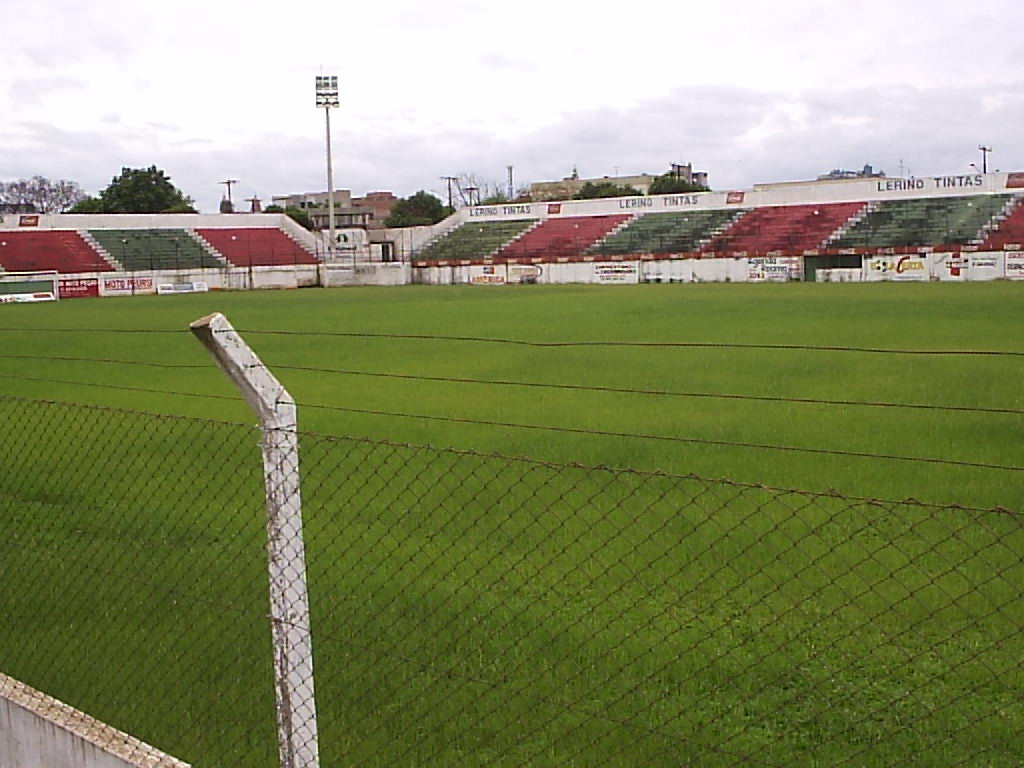